# メルボルン市電D形電車
D形は、オーストラリア・メルボルンの路面電車であるメルボルン市電に在籍する電車の1形式。車内全体が低床構造となっている超低床電車で、3車体連接車のD1形、5車体連接車のD2形の2種類が存在する。

## 概要
オーストラリアの大都市・メルボルン市内に存在する路面電車（メルボルン市電）は長年公営組織によって運営されていたが、サービス向上や事業の効率化を目的に列車の運営権を民間企業へ割譲する事となり、1997年に路線ブランドを東西・南北に分割した後、1999年以降フランチャイズ契約を結んだ各民間企業が運営を担当する事となった。それ以降、両社は車両や施設の近代化を積極的に実施する事となったが、その中で南北系統の運営を担当したスワンストン・トラム（→Mトラム）が1999年に発注した超低床電車がD形である。
D形はシーメンスが展開した路面電車ブランド・「コンビーノ」の1形式で、フローティング車体を含めた連接構造を有する超低床電車である。メルボルンには編成が異なる2種類の車両が導入されており、3車体連接車は「D1形」、5車体連接車には「D2形」という形式名が付けられている。
最初の車両は2002年11月から営業運転を開始したが、同年にスワンストン・トラム改めMトラム（M>Tram）を運営していたナショナル・エクスプレスが収益性の問題からメルボルン市電を含むオーストラリア市場から撤退したため、同事業者の路線および車両については一時的にビクトリア州による運営が行われた後2004年以降はヤラトラムによる運営に統合された。そのため、同年まで納入されたD形の大半の車両はビクトリア州やヤラトラムによる導入が実施されている。2020年現在、D1形は38両（3501 - 3538）、D2形は21両（5001 - 5021）が在籍し、前者は5・6・16・58・72号線、後者は6・19号線で使用されている。

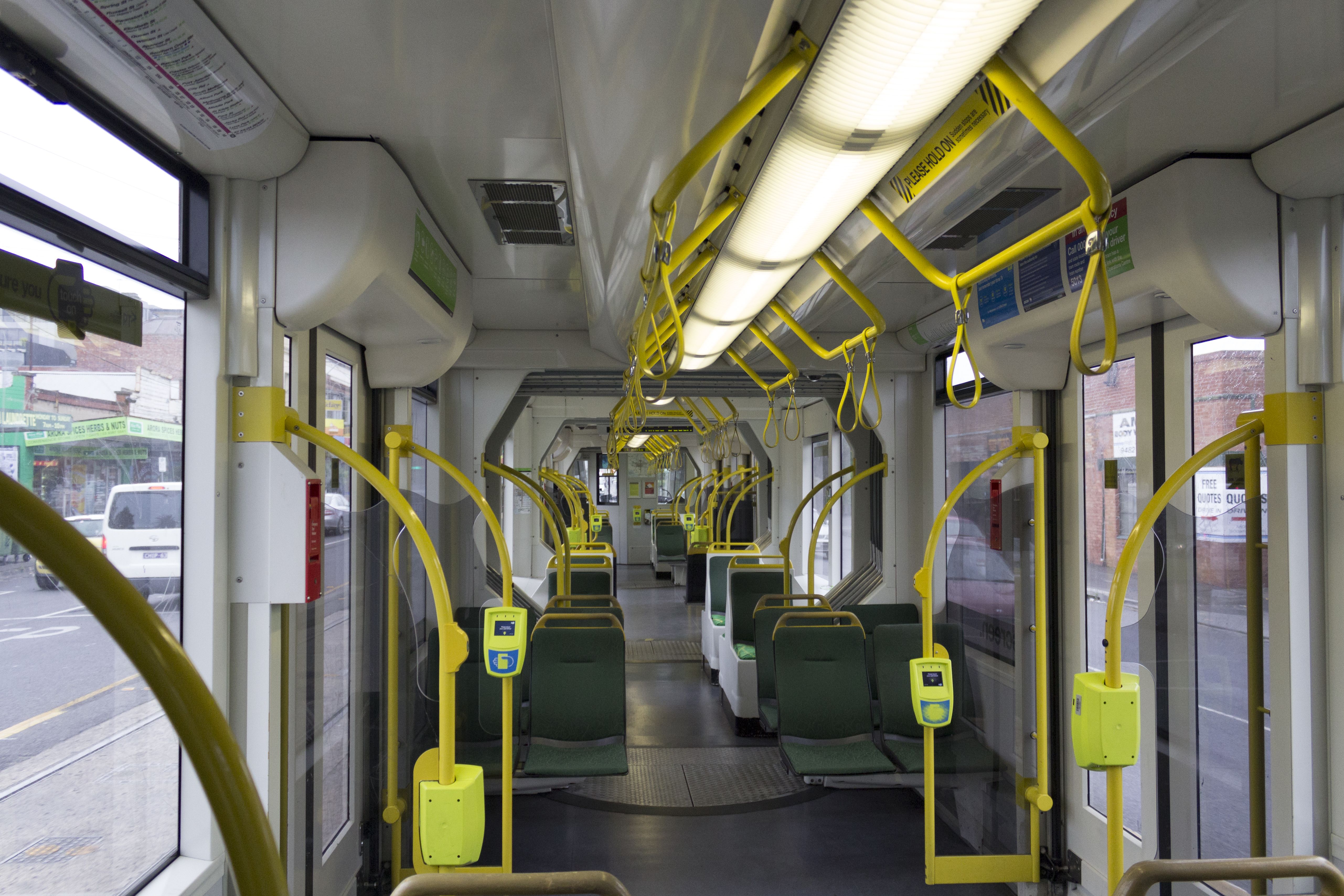
車内（2013年撮影）
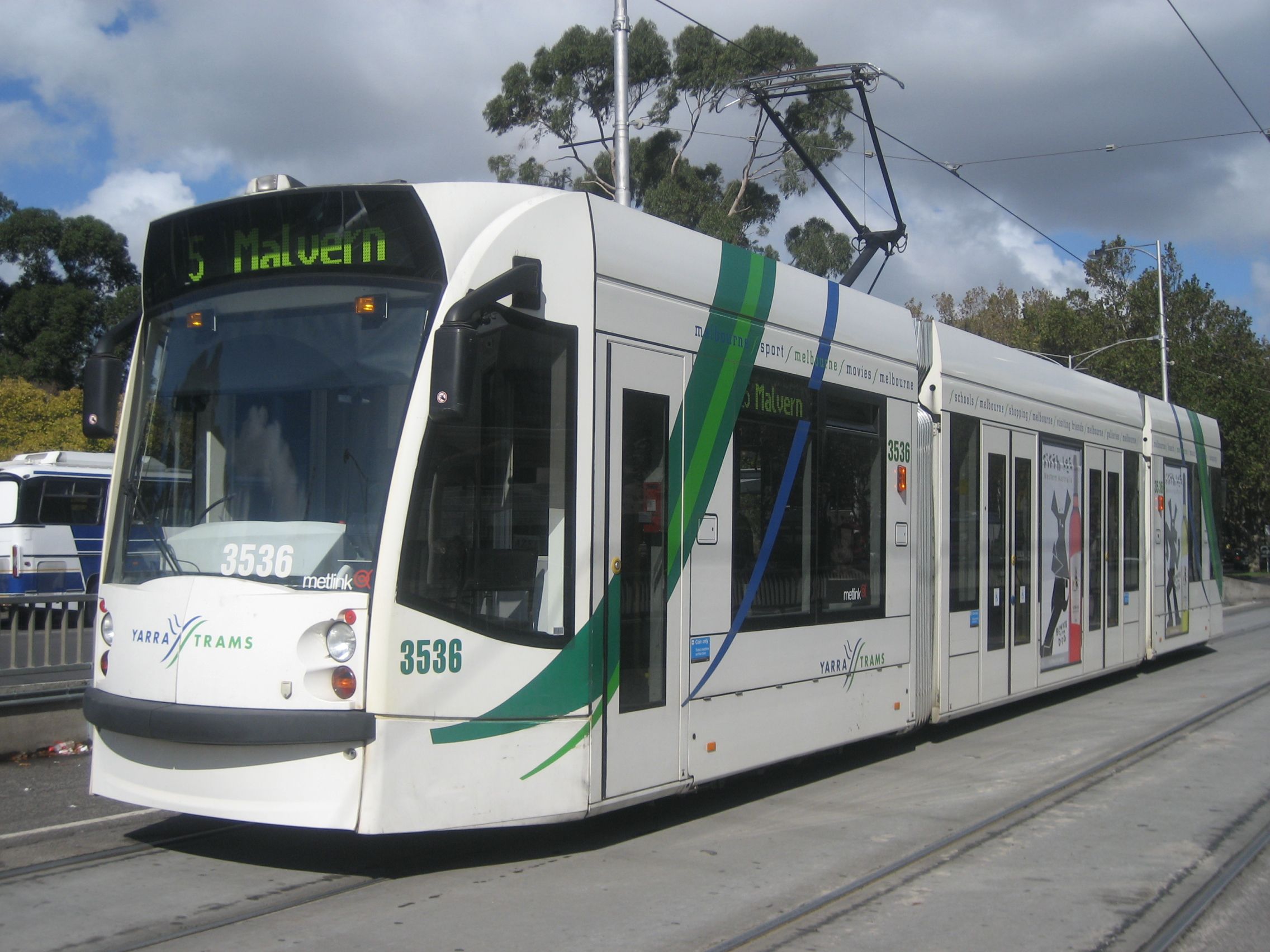
ヤラトラム時代の初期塗装（2007年撮影）
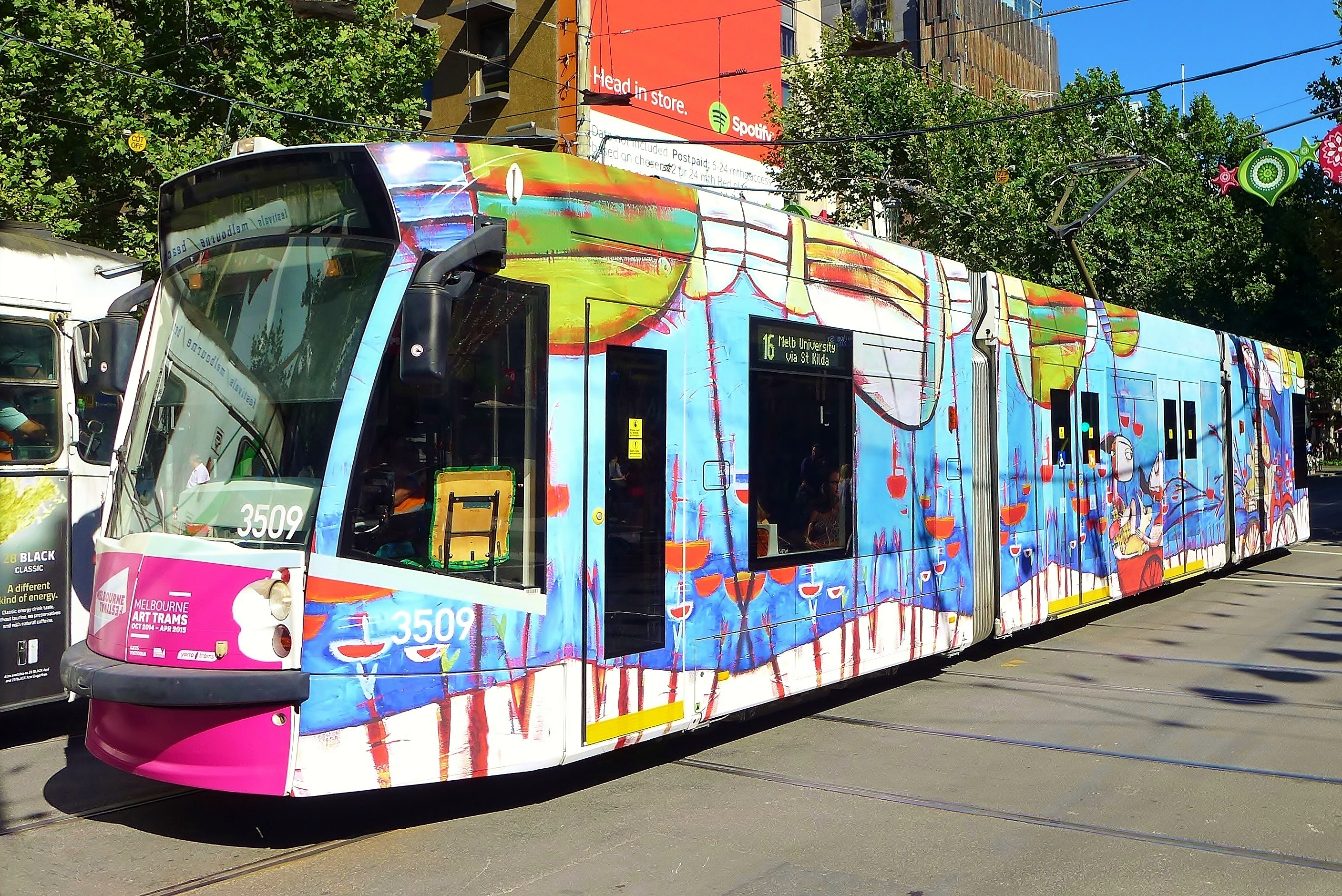
車体に絵画が描かれた「アートトラム」（2014年撮影）
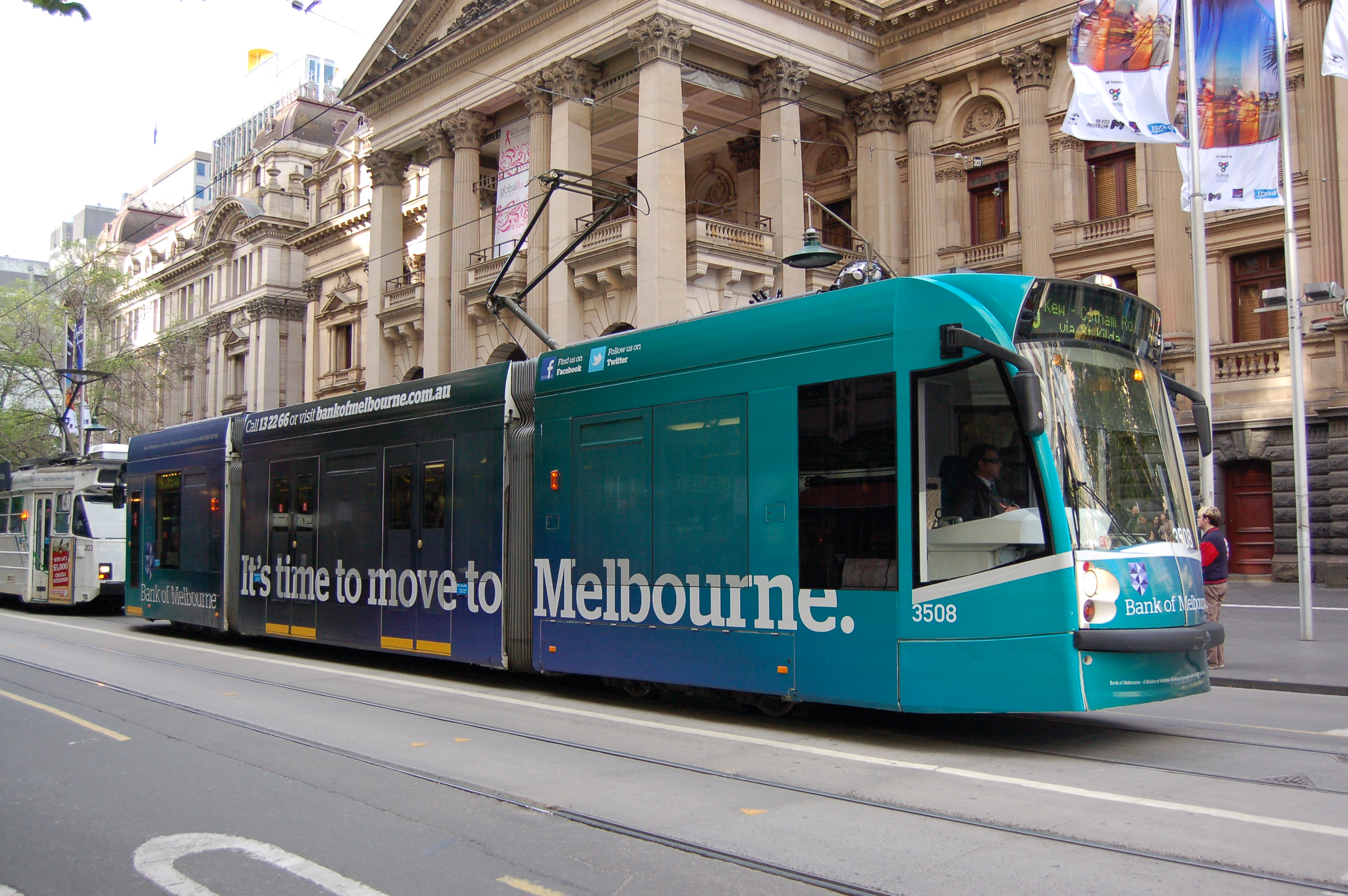
広告塗装（D1形、2011年撮影）
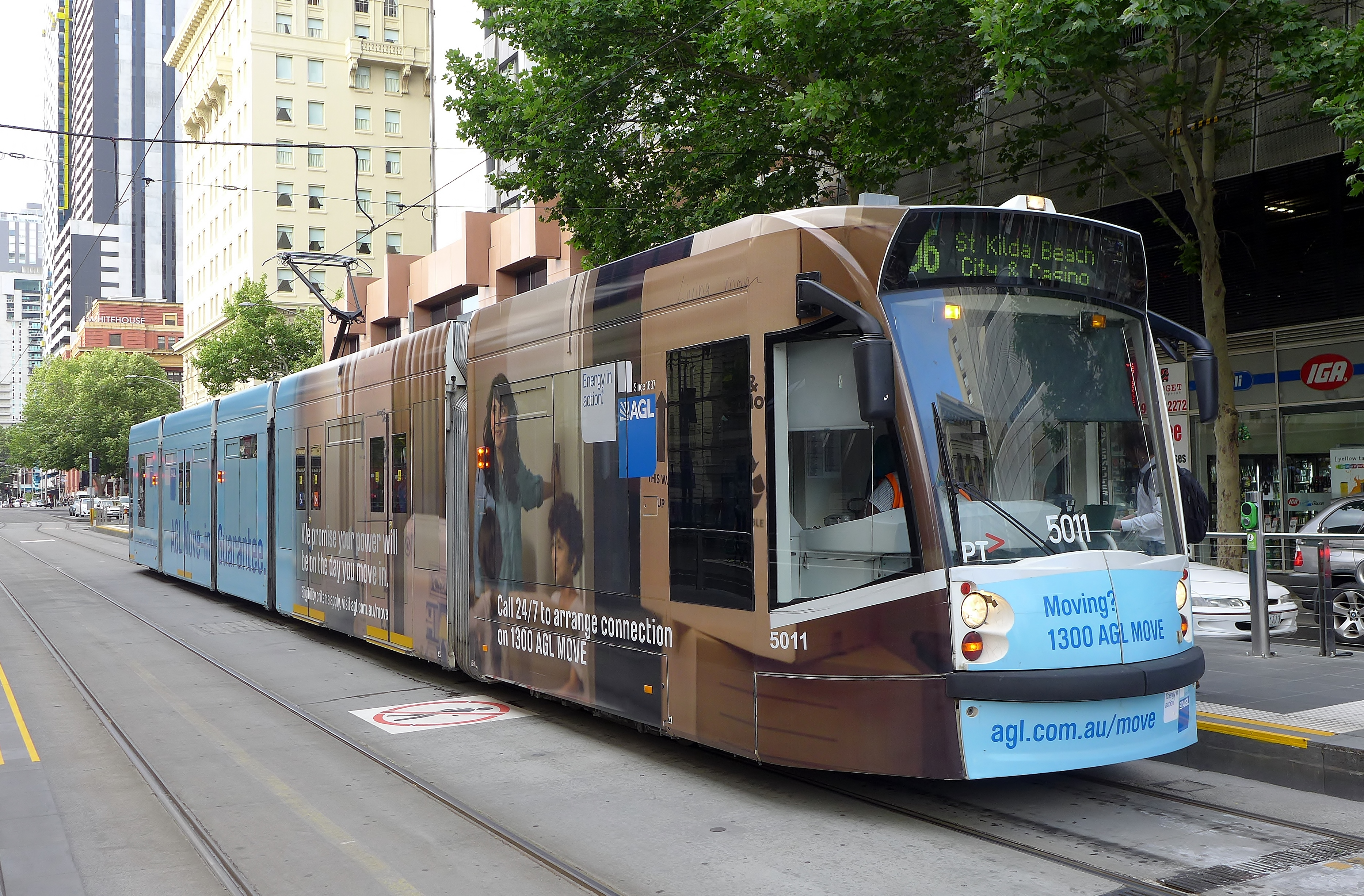
広告塗装（D2形、2014年撮影）

## トラブル
2000年代後半以降コンビーノにアルミニウム製の車体の接合部分に亀裂が生じる欠陥が見つかり、衝突時に屋根が崩壊する危険性がある事から製造メーカーのシーメンスによる大規模な修繕工事が実施されたが、メルボルンに導入されたD形についても同様に構体に微細な亀裂が発見され、2009年から2011年まで無償の修理が行われた。これによる車体構造の強化の影響で座席数が減少し、D1形は32人分、D2形は56人分に変更されている。

## その他

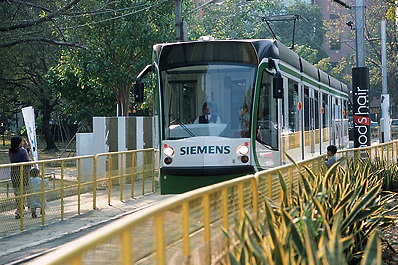
高雄市内の実験線を走行するD2形（2004年撮影）

5車体連接車のD2形のうち、1両についてはメルボルン市電への導入に先立つ2004年1月に台湾の高雄市内でライトレールのデモンストレーション走行を実施した。その後高雄市内にはライトレールが開通したが、それに合わせて導入された車両はコンビーノではなくスペインのCAFが展開するウルボス（Urbos）となっている。